# Сулішовиці
Сулішовиці (пол. Suliszowice) — село в Польщі, у гміні Жарки Мишковського повіту Сілезького воєводства.
Населення — 251 особа (2011).
У 1975-1998 роках село належало до Ченстоховського воєводства.

## Демографія
Демографічна структура станом на 31 березня 2011 року:
|          | Загалом | Допрацездатний вік | Працездатний вік | Постпрацездатний вік |
| -------- | ------- | ------------------ | ---------------- | -------------------- |
| Чоловіки | 121     | 26                 | 79               | 16                   |
| Жінки    | 130     | 30                 | 65               | 35                   |
| Разом    | 251     | 56                 | 144              | 51                   |